# Arkan (Einheit)
Der (das) Arkan war ein Längenmaß in Armenien. Arkan steht in der Bedeutung des Maßes Schnur.
- 1 Arkan = 12 Saschen  (russ.) = 25,6027 Meter[2]